# Exciton

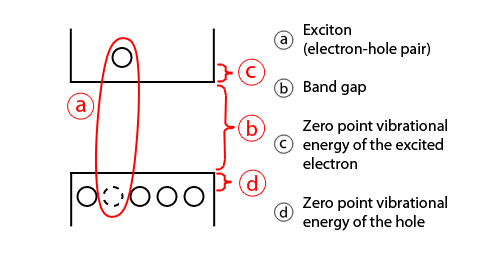
Egy elektron és egy elektronlyuk kötött állapota az exciton. Ezek az energiasáv-diagramon rendre a tiltott sáv felett illetve alatt tartózkodnak

Az exciton a szilárdtestfizikában az a kvázirészecske, amelyet egy elektron és egy elektronlyuk kötött állapota alkot bizonyos félvezető, és szigetelő szilárdtestekben, illetve egyes folyadékokban. Az exciton valójában a kondenzált anyagokban található elektronok elemi gerjesztéseinek leírására alkotott fizikai formalizmus, mely segítségével bizonyos folyamatok (pl. fény és anyag kölcsönhatása) részecskefolyamatként magyarázható. Az excitonok, mivel töltéssel nem rendelkeznek, nettó töltéstranszport nélkül képesek energiaterjedést megvalósítani.
Az excitonok koncepcióját először Jakov Frenkel szovjet fizikus javasolta 1931-ben, amellyel szigetelőkben található atomok gerjesztéseit magyarázta. Az ő nevéhez fűződik az a felismerés is, hogy az excitonok a rácsban elmozdulva energiatranszportot képesek megvalósítani.

## Fizikai jellemzése
Exciton keletkezhet például amikor egy félvezetőben egy foton nyelődik el. Ekkor a foton a vegyértéksávból a vezetési sávba gerjeszthet egy elektront, amely folyamat elektronlyukat hagy hátra. A gerjesztett elektront a pozitív töltésű elektronlyuk vonzza, a többi körülvevő elektron pedig taszítja. Ezen hatások eredőjeként egy effektív vonzás alakul ki egy elektron és a lyuk között. Ekkor mondjuk, hogy az elektron és a lyuk között excitonkötés jött létre, amelynek következtében a kötött elektron kicsit kisebb energiaszintre kerülhet, mint egy nemkötő elektron a vezetési sávban. Az elektron számára a lyuk körül potenciálgödör alakul ki, melyben az elektron hullámfüggvénye hidrogénszerű, így ezt az állapotot tekinthetjük egy hidrogénhez hasonló egzotikus atomnak. Azonban a környező elektronok árnyékoló hatása miatt (amely az anyag dielektromos állandójával függ össze), illetve az elektron és a lyuk kicsi effektív tömege révén az exciton esetén a kötési energia a hidrogénénél jóval kisebb, a kötött pálya mérete pedig nagyobb annál.
Az exciton bomlása történhet az elektron és a lyuk rekombinációjával (ekkor az elektron energiáját leadva visszagerjed a vegyértéksávba), illetve az excitonkötés felszakadásával, (amitől az elektron delokalizálódik és a vezetési sávba jut).
Az elektron és a lyuk spinje lehet párhuzamos vagy antipárhuzamos, köztük kicserélési kölcsönhatás lép fel, ami kialakítja az exciton finomszerkezetet. Periodikus rácsokban továbbá hullámszámvektor-függés is megfigyelhető az excitonok viselkedésében.

## Alaptípusai

Frenkel-exciton. A kötött elektron-lyuk pár nem mozdul el a kristályban, mert a lyuk helyzete térben lokalizált.

Az exciton igen sokféle lehet attól függően, hogy milyenek a kristály jellemzői, amelyekben létrejön. Hatással van rá a közeg dielektromos állandója, és egyéb anyagi jellemzői, illetve a kristályszerkezete. A közeg dielektrikus jellemzői alapján két jellemző határesete adható meg: a Frenkel-exciton és a Wannier–Mott-exciton.

### Frenkel-exciton
Kis dielektromos állandóval jellemezhető anyagokban az elektron és a lyuk között viszonylag nagy Coulomb-erő ébredhet, ugyanis a környező elektronok árnyékoló hatása kicsi. A Frenkel-exciton kötési energiája tehát viszonylag nagy. Ennek következtében a Frenkel-excitonok mérete is kisebb, akár az elemi cella nagyságrendjébe is eshet. Molekuláris excitonok akár egy adott molekulán is lokalizálódhatnak, például ahogy azt fullerének esetén megfigyelték. A Frenkel-excitonok tipikus kötési energiája 0,1–1 eV körüli, és ezeket többnyire alkáli-halogenid kristályokban, illetve aromások molekularácsos kristályaiban figyelték meg.

Wannier–Mott-exciton, mely a kristályban nem lokalizált, abban diffúzióval képes mozogni.

### Wannier–Mott-exciton
A félvezetők dielektromos állandója jellemzően nagy, így erősebb az elektronok árnyékoló hatása az excitont összetartó Coulomb-erőre. A Wannier–Mott-exciton kötési energiája így kisebb, mint a Frenkel-excitonoké, mérete pedig jóval nagyobb a rács karakterisztikus méreteinél (pl. a rácsállandójánál). Ezeket a hatásokat tovább erősíti a félvezetőkben gyakori kicsi elektron effektív tömeg. A Wannier–Mott-excitonok kötési energiája 0,01 eV körüli. Ilyen excitonok jellemzően bizonyos kis tiltott sávú és nagy dielektromos állandójú félvezetőkben figyelhetők meg, de előfordulhatnak akár egyes folyadékokban is, például folyékony xenonban.

## Speciális excitonok

### Exciton a szén nanocsöveken
Az excitonok egy speciális esete az egyfalú szén nanocsöveken figyelhető meg. Ezek az excitonok egyszerre rendelkeznek Wannier–Mott- illetve Frenkel-jellemzőkkel. A sajátos effektus a kvázi egydimenziós szerkezetben létrejövő kvantumbezárás miatti elektron-lyuk kölcsönhatás és felületi hatások következménye. A nanocső dielektromos állandója elég nagy ahhoz, hogy az exciton elektronjának hullámfüggvénye a cső tengelyének irányában kiterjedt lehessen, azonban a csövön kívüli dielektrikus vagy vákuumkörnyezet nagy (0,4–1,0 eV körüli) exciton kötési energiák kialakulásához is vezethet.
Egyes esetekben a szilárdtest sávszerkezete több olyan energiaszintet is tartalmaz, mely az excitont alkotó elektron és lyuk számára számításba jöhet. Így egy adott anyagban többféle energiájú exciton is kialakulhat attól függően, hogy az azt alkotó részecskék melyik sávokban találhatók. Alacsony hőmérsékletű mérésekkel kimutathatók az ilyen exciton-energianívók, melyek a hidrogénszerű állapotfüggvényük miatt a hidrogén színképvonalaival analóg módon alakulnak ki.

### Felületi exciton
Felületeken létrejöhetnek olyan, úgynevezett felületi állapotok, melyek esetén az elektronlyuk a szilárdtestben, a határfelülethez közel található, és kötésben van egy elektronnal, mely viszont a felületen kívül található. Az ilyen felületi excitonok csak a felület mentén mozoghatnak.

### Atomi és molekuláris exciton
Az excitonok koncepcióját alkalmazhatjuk atomok, ionok vagy molekulák gerjesztési szintjeinek jellemzésére is. A gerjesztés vándorlását a kristályrácsban ekkor az exciton elmozdulása modellezi.
Amikor egy molekula olyan energiát nyel el, mely molekulapályák közötti energiaátmenetnek felel meg, akkor a felgerjesztett elektron jellemzése lehetséges egy exciton állapottal. Ekkor az elektron a legalacsonyabb betöltetlen molekulapályára (LUMO), az elektronlyuk pedig a legmagasabb betöltött molekulapályára (HOMO) kerül. Mivel ezek azonos molekuláris kötés állapotai, ekkor tekinthetjük ezt egy kötött elektron-lyuk állapotnak, azaz excitonnak. A molekuláris excitonok kötési energiája adott, az élettartamuk pedig jellemzően nanoszekundum körüli. A molekuláris exciton bomlása, azaz az elektron legerjedése foton- vagy fononkibocsátás formájában történő energialeadással jár.
A molekuláris excitonok egy jellegzetessége, hogy ha a kristályrácsban egymás mellett olyan molekulák találhatók, melyek gerjesztési állapotai energiában megfelelnek egymásnak, akkor az exciton átugorhat az egyik molekuláról a másikra, azaz a molekulagerjesztés elmozdul, ami felfogható az exciton kristálybeli vándorlásaként is. Ezt nevezzük Förster-féle rezonáns energiaátadásnak.

## Kölcsönhatásai

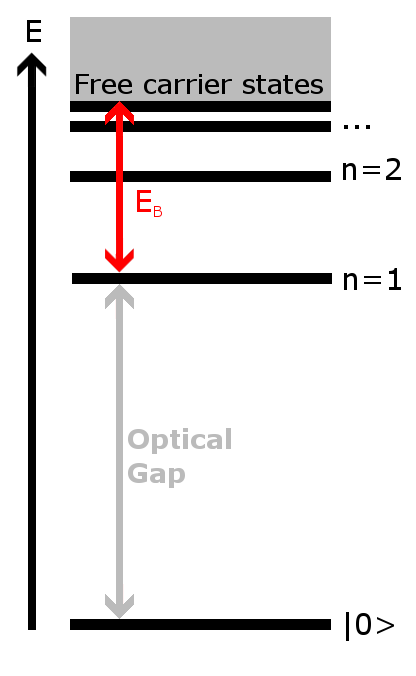
Az exciton színképe a vezetési sávél alatt megjelenő, hidrogénszerű vonalakként érzékelhető

Alacsony hőmérsékletű félvezetők esetében, ahol a termikus gerjesztés kT értéke jóval kisebb, mint az exciton kötési energiája, a fénykibocsátást meghatározó elsődleges mechanizmus az exciton bomlása, ellentétben a magas hőmérsékletű esettel, ahol szabad elektronok és lyukak rekombinációja ennél jelentősebb hatás.
Az excitonok detektálása úgy lehetséges, hogy fénnyel való kölcsönhatásuk révén megjelenő abszorpciós színképvonalakat figyelünk meg például spektrofotometriában. A színképvonalak jó megfigyelése a kis exciton-kötésienergiájú anyagokban csak alacsony hőmérsékleten lehetséges, hogy a termikus gerjesztés kT energiája ne mossa el a határokat az abszorpciós spektrumban az exciton abszorpciós csúcsai között. Az exciton állapotok vonalai jellemzően közvetlenül a tiltott sáv alatt jelennek meg.
Két exciton között vonzó kölcsönhatás léphet fel, így az excitonok párba állhatnak. Az így kialakuló biexciton kvantummechanikai jellemzése például a H2 hidrogénmolekuláéval analóg módon történhet. Ha egy anyagban igen magas az excitonok koncentrációja, előfordulhat hogy ezek kölcsönhatása révén excitonfolyadék jön létre, melyet indirekt félvezetőkben meg is figyeltek.
Mivel az excitonok spinje egész, ezért (nem kölcsönható határesetben, azaz kis excitonkoncentráció esetén) viselkedésük a Bose-statisztikának engedelmeskedik. Egyes rendszerekben így előfordulhat, hogy az excitonok Bose–Einstein kondenzátumot alkotnak.

## Fordítás
- Ez a szócikk részben vagy egészben  az   Exciton című angol Wikipédia-szócikk ezen változatának fordításán alapul.  Az eredeti cikk szerkesztőit annak laptörténete sorolja fel. Ez a jelzés csupán a megfogalmazás eredetét és a szerzői jogokat jelzi, nem szolgál a cikkben szereplő információk forrásmegjelöléseként.

### Szakkönyvek
- Knox, Robert. Theory of excitons. New York: Academic Press (1963). ISBN 978-0-12-607765-0
- Charles Kittel: Bevezetés a szilárdtest-fizikába. Budapest: Műszaki Könyvkiadó. 1981.
- V. M. Agranovics: Excitations in organic solids.  2009.  ISBN 9780199234417
- Sólyom Jenő: A modern szilárdtest-fizika alapjai II: Fémek, félvezetők, szupravezetők. Budapest: ELTE Eötvös Kiadó. 2010.  ISBN 9789633120286
- Sólyom Jenő: A modern szilárdtest-fizika alapjai III: Normális, szimmetriasértő és korrelált rendszerek. Budapest: ELTE Eötvös Kiadó. 2011.  ISBN 9789633120668

### Tudományos közlemények
- Frenkel, J. (1931). „On the Transformation of light into Heat in Solids. I”. Physical Review 37 (1), 17–44. o, Kiadó: Amerikai Fizikai Társaság. DOI:10.1103/physrev.37.17. (Hozzáférés: 2017. május 16.)
- Frenkel, J. (1931). „On the Transformation of Light into Heat in Solids. II”. Physical Review 37 (10), 1276–1294. o, Kiadó: Amerikai Fizikai Társaság. DOI:10.1103/physrev.37.1276. (Hozzáférés: 2017. május 16.)
- Wannier, Gregory H. (1937). „The Structure of Electronic Excitation Levels in Insulating Crystals”. Physical Review 52 (3), 191–197. o, Kiadó: Amerikai Fizikai Társaság. DOI:10.1103/physrev.52.191. (Hozzáférés: 2017. május 16.)
- Peter E. et al. (2005. augusztus 1.). „Exciton-Photon Strong-Coupling Regime for a Single Quantum Dot Embedded in a Microcavity”. Physical Review Letters 95 (6), Kiadó: Amerikai Fizikai Társaság. DOI:10.1103/physrevlett.95.067401. ISSN 0031-9007.
- Maultzsch J. et al. (2005. december 14.). „Exciton binding energies in carbon nanotubes from two-photon photoluminescence”. Physical Review B 72 (24), Kiadó: Amerikai Fizikai Társaság. DOI:10.1103/physrevb.72.241402. ISSN 1098-0121.

### Tananyagok, ismeretterjesztő weblapok
- Excitons – Types, Energy, Transfer (angol nyelven) (PDF). Organic Optoelectronics Lecture Notes (MIT), 2003. február 27. (Hozzáférés: 2017. december 18.)
- Lectures 21: Excitons pp. 41–43, 2012. (Hozzáférés: 2017. december 19.)